# Dyskografia The Chainsmokers
Dyskografia The Chainsmokers – amerykańskiego duetu muzycznego składa się z czterech minialbumów, trzydziestu siedmiu singli, trzydziestu pięciu remiksów oraz dwudziestu trzech teledysków. 7 kwietnia 2017 r. duet wydał debiutancki album studyjny Memories...Do Not Open, na którym znalazły się m.in. single „Paris” i „Something Just Like This”. 14 grudnia 2018 r. światło dzienne ujrzał ich drugi album studyjny Sick Boy. 6 grudnia 2019 roku wydali już trzeci album zatytułowany World War Joy.

## Albumy

### Albumy studyjne
| Rok  | Dane dot. albumu                                                                                                | Najwyższe pozycje na listach | Najwyższe pozycje na listach | Najwyższe pozycje na listach | Najwyższe pozycje na listach | Najwyższe pozycje na listach | Najwyższe pozycje na listach | Najwyższe pozycje na listach | Najwyższe pozycje na listach | Najwyższe pozycje na listach | Najwyższe pozycje na listach | Najwyższe pozycje na listach | Certyfikaty            |
| Rok  | Dane dot. albumu                                                                                                | USA                          | AUS                          | BEL (FL)                     | BEL (WA)                     | CAN                          | DEN                          | ITA                          | NOR                          | NZL                          | SWE                          | GBR                          | Certyfikaty            |
| ---- | --- | ---------------------------- | ---------------------------- | ---------------------------- | ---------------------------- | ---------------------------- | ---------------------------- | ---------------------------- | ---------------------------- | ---------------------------- | ---------------------------- | ---------------------------- | ---------------------- |
| 2017 | Memories...Do Not Open - Wydany: 7 kwietnia - Wytwórnia: Disruptor, Columbia - Format: CD, LP, digital download | 1                            | 4                            | 2                            | 19                           | 1                            | 7                            | 8                            | 2                            | 4                            | 3                            | 3                            | - POL: platynowa płyta |
| 2018 | Sick Boy - Wydany: 14 grudnia - Wytwórnia: Disruptor, Columbia - Format: CD, LP, digital download               | 53                           | 87                           | 57                           | 142                          | 20                           | 36                           | –                            | 6                            | –                            | 9                            | –                            | - POL: złota płyta     |
| 2019 | World War Joy                                                                                                   | Nie został wydany            | Nie został wydany            | Nie został wydany            | Nie został wydany            | Nie został wydany            | Nie został wydany            | Nie został wydany            | Nie został wydany            | Nie został wydany            | Nie został wydany            | Nie został wydany            | Nie został wydany      |

### EP
| Rok                                                     | Dane dot. albumu                                                                                  | Najwyższe pozycje na listach | Najwyższe pozycje na listach | Najwyższe pozycje na listach | Najwyższe pozycje na listach | Certyfikaty                               |
| Rok                                                     | Dane dot. albumu                                                                                  | USA                          | AUS                          | CAN                          | NZL                          | Certyfikaty                               |
| ------------------------------------------------------- | ------------------------------------------------------------------------------------------------- | ---------------------------- | ---------------------------- | ---------------------------- | ---------------------------- | ----------------------------------------- |
| 2015                                                    | Bouquet - Wydany: 23 października - Wytwórnia: Disruptor - Format: CD, LP, digital download       | 31                           | –                            | 18                           | –                            | - USA: złota płyta                        |
| 2016                                                    | Collage - Wydany: 4 listopada - Wytwórnia: Disruptor, Columbia - Format: CD, LP, digital download | 6                            | 23                           | 2                            | 7                            | - USA: platynowa płyta - AUS: złota płyta |
| 2018                                                    | Sick Boy - Wydany: 20 kwietnia - Wytwórnia: Disruptor, Columbia - Format: Digital download        | 53                           | 87                           | 20                           | –                            |                                           |
| 2019                                                    | World War Joy - Wydany: 31 maja - Wytwórnia: Disruptor, Columbia - Format: Digital download       | 48                           | –                            | 35                           | –                            |                                           |
| „–” oznacza, że album nie był notowany na danej liście. |                                                                                                   |                              |                              |                              |                              |                                           |

## Single
| Rok                                                      | Tytuł                                                                       | Najwyższe pozycje na listach | Najwyższe pozycje na listach | Najwyższe pozycje na listach | Najwyższe pozycje na listach | Najwyższe pozycje na listach | Najwyższe pozycje na listach | Najwyższe pozycje na listach | Najwyższe pozycje na listach | Najwyższe pozycje na listach | Najwyższe pozycje na listach | Najwyższe pozycje na listach | Najwyższe pozycje na listach | Certyfikaty | Album                                 |
| Rok                                                      | Tytuł                                                                       | USA                          | AUS                          | BEL (FL)                     | BEL (WA)                     | CAN                          | DEN                          | ITA                          | NOR                          | NZL                          | POL                          | SWE                          | GBR                          | Certyfikaty | Album                                 |
| -------------------------------------------------------- | --------------------------------------------------------------------------- | ---------------------------- | ---------------------------- | ---------------------------- | ---------------------------- | ---------------------------- | ---------------------------- | ---------------------------- | ---------------------------- | ---------------------------- | ---------------------------- | ---------------------------- | ---------------------------- | --- | ------------------------------------- |
| 2012                                                     | „Erase” (gościnnie Priyanka Chopra)                                         | –                            | –                            | –                            | –                            | –                            | –                            | –                            | –                            | –                            | –                            | –                            | –                            | | –                                     |
| 2013                                                     | „The Rookie”                                                                | –                            | –                            | –                            | –                            | –                            | –                            | –                            | –                            | –                            | –                            | –                            | –                            | | –                                     |
| 2014                                                     | „#Selfie”                                                                   | 16                           | 3                            | 14                           | 24                           | 13                           | 9                            | 69                           | 3                            | 12                           | –                            | 2                            | 11                           | - USA: platynowa płyta - AUS: platynowa płyta - GBR: srebrna płyta - ITA: platynowa płyta - SWE: 3× platynowa płyta - DEN: platynowa płyta - CAN: platynowa płyta | –                                     |
| 2014                                                     | „Kanye” (gościnnie SirenXX)                                                 | –                            | –                            | –                            | –                            | –                            | –                            | –                            | –                            | –                            | –                            | –                            | –                            | | –                                     |
| 2015                                                     | „Let You Go” (gościnnie Great Good Fine Ok)                                 | –                            | –                            | –                            | –                            | –                            | –                            | –                            | –                            | –                            | –                            | –                            | –                            | | –                                     |
| 2015                                                     | „Good Intentions” (gościnnie BullySongs)                                    | –                            | –                            | –                            | –                            | –                            | –                            | –                            | –                            | –                            | –                            | –                            | –                            | | Bouquet                               |
| 2015                                                     | „Roses” (gościnnie Rozes)                                                   | 6                            | 5                            | 22                           | 22                           | 6                            | 29                           | 42                           | 8                            | 8                            | –                            | 13                           | 16                           | - USA: 3× platynowa płyta - AUS: 4× platynowa płyta - BEL: złota płyta - GBR: złota płyta - ITA: platynowa płyta - DEN: złota płyta - NOR: platynowa płyta - CAN: 5× platynowa płyta - POL: 2× platynowa płyta                                                                          | Bouquet                               |
| 2015                                                     | „Waterbed” (gościnnie Waterbed)                                             | –                            | –                            | –                            | –                            | –                            | –                            | –                            | –                            | –                            | –                            | –                            | –                            | | Bouquet                               |
| 2015                                                     | „Split (Only U)” (The Chainsmokers & Tiësto)                                | –                            | –                            | –                            | –                            | –                            | –                            | –                            | –                            | –                            | –                            | –                            | –                            | | –                                     |
| 2015                                                     | „Until You Were Gone” (The Chainsmokers & Tritonal, gościnnie Emily Warren) | –                            | –                            | –                            | –                            | –                            | –                            | –                            | –                            | –                            | –                            | –                            | –                            | - CAN: złota płyta | Bouquet                               |
| 2015                                                     | „New York City”                                                             | –                            | –                            | –                            | –                            | –                            | –                            | –                            | –                            | –                            | –                            | –                            | –                            | | Bouquet                               |
| 2016                                                     | „Don’t Let Me Down” (gościnnie Daya)                                        | 3                            | 3                            | 4                            | 15                           | 4                            | 15                           | 7                            | 5                            | 2                            | –                            | 5                            | 2                            | - USA: 4× platynowa płyta - AUS: 6× platynowa płyta - BEL: platynowa płyta - GBR: platynowa płyta - ITA: 5× platynowa płyta - DEN: platynowa płyta - CAN: 7× platynowa płyta - NZL: 2× platynowa płyta - POL: 4x platynowa płyta                                                        | Collage                               |
| 2016                                                     | „Inside Out” (gościnnie Charlee)                                            | –                            | –                            | –                            | –                            | 72                           | –                            | –                            | –                            | –                            | –                            | –                            | –                            | - CAN: złota płyta | Collage                               |
| 2016                                                     | „Closer” (gościnnie Halsey)                                                 | 1                            | 1                            | 1                            | 5                            | 1                            | 1                            | 2                            | 1                            | 1                            | 17                           | 1                            | 1                            | - POL: diamentowa płyta - USA: diamentowa płyta - AUS: 13× platynowa płyta - BEL: 3× platynowa płyta - GBR: 2× platynowa płyta - ITA: 6× platynowa płyta - DEN: 2x platynowa płyta - CAN: diamentowa płyta - NZL: 3× platynowa płyta - SWE: 5× platynowa płyta                          | Collage                               |
| 2016                                                     | „All We Know” (gościnnie Phoebe Ryan)                                       | 18                           | 8                            | 43                           | –                            | 14                           | 35                           | 30                           | 10                           | 10                           | –                            | 19                           | 24                           | - USA: złota płyta - AUS: 2× platynowa płyta - GBR: srebrna płyta - ITA: platynowa płyta - CAN: platynowa płyta - NZL: złota płyta | Collage                               |
| 2016                                                     | „Setting Fires” (gościnnie XYLØ)                                            | 71                           | 50                           | –                            | –                            | 35                           | –                            | 84                           | –                            | –                            | –                            | 92                           | 55                           | - AUS: złota płyta - CAN: złota płyta | Collage                               |
| 2017                                                     | „Paris”                                                                     | 6                            | 4                            | 5                            | 13                           | 2                            | 2                            | 9                            | 3                            | 5                            | –                            | 2                            | 5                            | - USA: platynowa płyta - AUS: 3x platynowa płyta - BEL: platynowa płyta - GBR: platynowa płyta - ITA: 3x platynowa płyta - NOR: 3x platynowa płyta - DEN: platynowa płyta - CAN: 3x platynowa płyta - NZL: złota płyta - SWE: platynowa płyta - POL: platynowa płyta                    | Memories...Do Not Open                |
| 2017                                                     | „Something Just Like This” (The Chainsmokers & Coldplay)                    | 3                            | 2                            | 1                            | 2                            | 3                            | 5                            | 3                            | 5                            | 5                            | 1                            | 4                            | 2                            | - POL: 4x platynowa płyta - USA: 4x platynowa płyta - AUS: 7x platynowa płyta - BEL: 3x platynowa płyta - DEN: platynowa płyta - GBR: 2x platynowa płyta - ITA: 6x platynowa płyta - NOR: 3x platynowa płyta - CAN: 6x platynowa płyta - NZL: platynowa płyta - SWE: 9x platynowa płyta | Memories...Do Not Open i Kaleidoscope |
| 2017                                                     | „The One”                                                                   | 78                           | 36                           | –                            | 16                           | 30                           | –                            | 36                           | –                            | –                            | –                            | 51                           | 63                           | - USA: złota płyta - AUS: złota płyta - ITA: złota płyta | Memories...Do Not Open                |
| 2017                                                     | „Honest”                                                                    | 77                           | –                            | –                            | 26                           | 93                           | –                            | –                            | –                            | –                            | –                            | –                            | –                            | | Memories...Do Not Open                |
| 2017                                                     | „Young”                                                                     | –                            | –                            | –                            | –                            | 65                           | –                            | –                            | –                            | –                            | –                            | –                            | –                            | | Memories...Do Not Open                |
| 2018                                                     | „Sick Boy”                                                                  | 65                           | 37                           | 30                           | 32                           | 29                           | 13                           | 61                           | 3                            | 25                           | –                            | 8                            | 35                           | - POL: platynowa płyta - USA: złota płyta - AUS: złota płyta - BEL: złota płyta - CAN: platynowa płyta - DEN: złota płyta - GBR: srebrna płyta | Sick Boy                              |
| 2018                                                     | „You Owe Me”                                                                | –                            | 73                           | –                            | –                            | 74                           | –                            | –                            | –                            | –                            | –                            | 55                           | 97                           | | Sick Boy                              |
| 2018                                                     | „Everybody Hates Me”                                                        | 100                          | 50                           | –                            | –                            | 71                           | –                            | 96                           | 33                           | –                            | 44                           | 32                           | 81                           | - CAN: złota płyta - POL: złota płyta | Sick Boy                              |
| 2018                                                     | „Somebody” (gościnnie Drew Love)                                            | –                            | 43                           | –                            | –                            | 74                           | –                            | –                            | –                            | –                            | –                            | 67                           | 87                           | - USA: złota płyta - AUS: złota płyta - CAN: platynowa płyta | Sick Boy                              |
| 2018                                                     | „Side Effects” (gościnnie Emily Warren)                                     | 66                           | 61                           | –                            | –                            | 39                           | –                            | –                            | –                            | –                            | 9                            | 100                          | 50                           | - CAN: złota płyta - POL: platynowa płyta | Sick Boy                              |
| 2018                                                     | „Save Yourself” (The Chainsmokers & NGHTMRE)                                | –                            | –                            | –                            | –                            | –                            | –                            | –                            | –                            | –                            | –                            | –                            | –                            | | Sick Boy                              |
| 2018                                                     | „This Feeling” (gościnnie Kelsea Ballerini)                                 | 50                           | 17                           | –                            | –                            | 34                           | –                            | –                            | –                            | 23                           | –                            | 30                           | 63                           | - USA: złota płyta - AUS: platynowa płyta - CAN: złota płyta - NZL: złota płyta - POL: złota płyta | Sick Boy                              |
| 2018                                                     | „Siren” (The Chainsmokers & Aazar)                                          | –                            | –                            | –                            | –                            | –                            | –                            | –                            | –                            | –                            | –                            | –                            | –                            | | Sick Boy                              |
| 2018                                                     | „Beach House”                                                               | –                            | 89                           | –                            | –                            | –                            | –                            | –                            | –                            | –                            | –                            | 56                           | –                            | | Sick Boy                              |
| 2018                                                     | „Hope” (gościnnie Winona Oak)                                               | –                            | 36                           | –                            | –                            | 64                           | –                            | –                            | –                            | 27                           | –                            | 63                           | 89                           | - POL: złota płyta | Sick Boy                              |
| 2019                                                     | „Who Do You Love” (gościnnie 5 Seconds of Summer)                           | 52                           | 13                           | 21                           | –                            | 31                           | –                            | –                            | 30                           | 26                           | –                            | 19                           | 34                           | - AUS: platynowa płyta - POL: złota płyta | World War Joy                         |
| 2019                                                     | „Kills You Slowly”                                                          | –                            | 85                           | –                            | –                            | –                            | –                            | –                            | –                            | –                            | –                            | 98                           | –                            | | World War Joy                         |
| 2019                                                     | „Do You Mean” (gościnnie Ty Dolla Sign i bülow)                             | –                            | –                            | –                            | –                            | –                            | –                            | –                            | –                            | –                            | –                            | 91                           | –                            | | World War Joy                         |
| 2019                                                     | „Call You Mine” (gościnnie Bebe Rexha)                                      | 67                           | 26                           | –                            | –                            | 52                           | –                            | –                            | 22                           | 32                           | –                            | 37                           | 50                           | - POL: złota płyta | World War Joy                         |
| 2019                                                     | „Takeaway” (oraz Illenium; gośc. Lennon Stella)                             | –                            | –                            | –                            | –                            | –                            | –                            | –                            | –                            | –                            | –                            | –                            | –                            | - POL: złota płyta | World War Joy i Ascend                |
| 2023                                                     | „Jungle” (oraz Alok, Mae Stephens)                                          |                              |                              |                              |                              |                              |                              |                              |                              |                              |                              |                              |                              | - POL: platynowa płyta | Sumertime Friends                     |
| „–” oznacza, że singel nie był notowany na danej liście. |                                                                             |                              |                              |                              |                              |                              |                              |                              |                              |                              |                              |                              |                              | |                                       |

## Pozostałe notowane utwory
| Rok  | Tytuł                                             | Najwyższe pozycje na listach | Najwyższe pozycje na listach | Album                  |
| Rok  | Tytuł                                             | CAN                          | SWE                          | Album                  |
| ---- | ------------------------------------------------- | ---------------------------- | ---------------------------- | ---------------------- |
| 2017 | „Break Up Every Night”                            | 61                           | 44                           | Memories...Do Not Open |
| 2017 | „Bloodstream”                                     | 60                           | 89                           | Memories...Do Not Open |
| 2017 | „Don’t Say” (gościnnie Emily Warren)              | 63                           | –                            | Memories...Do Not Open |
| 2017 | „My Type” (gościnnie Emily Warren)                | 66                           | –                            | Memories...Do Not Open |
| 2017 | „It Won’t Kill Ya” (gościnnie Louane)             | 84                           | –                            | Memories...Do Not Open |
| 2017 | „Honest”                                          | 93                           | –                            | Memories...Do Not Open |
| 2017 | „Young”                                           | 65                           | –                            | Memories...Do Not Open |
| 2017 | „Last Day Alive” (gościnnie Florida Georgia Line) | 94                           | –                            | Memories...Do Not Open |

## Remiksy
| Rok  | Tytuł                             | Wykonawca                                         |
| ---- | --------------------------------- | ------------------------------------------------- |
| 2013 | „Around Us”                       | Jónsi                                             |
| 2013 | „We Run The Nite”                 | Tonite Only                                       |
| 2013 | „Sleep Alone”                     | Two Door Cinema Club                              |
| 2013 | „Overdose”                        | Little Daylight                                   |
| 2013 | „Medicine”                        | Daughter                                          |
| 2013 | „Trying to Be Cool”               | Phoenix                                           |
| 2013 | „Julian”                          | Say Lou Lou                                       |
| 2013 | „Operate”                         | ASTR                                              |
| 2013 | „Dreaming”                        | Smallpools                                        |
| 2013 | „Miss Atomic Bomb”                | The Killers                                       |
| 2013 | „Last Forever”                    | Fenech-Soler                                      |
| 2013 | „Take Me Home”                    | Cash Cash (gościnnie Bebe Rexha)                  |
| 2013 | „We Own The Night”                | The Wanted                                        |
| 2013 | „Change”                          | Banks                                             |
| 2013 | „Girlfriend”                      | Icona Pop                                         |
| 2013 | „Kids”                            | Mikky Ekko                                        |
| 2013 | „Fix This”                        | The Colourist                                     |
| 2014 | „Habits (Stay High)”              | Tove Lo                                           |
| 2014 | „Pumpin Blood”                    | NONONO                                            |
| 2014 | „Goodness Gracious”               | Ellie Goulding                                    |
| 2014 | „Flaws”                           | Bastille                                          |
| 2014 | „Young Hearts”                    | Strange Talk                                      |
| 2014 | „Jealous (I Ain't with It)”       | Chromeo                                           |
| 2014 | „Wonder”                          | Adventure Club (gościnnie The Kite String Tangle) |
| 2014 | „Holding onto Heaven”             | Foxes                                             |
| 2014 | „Like a Drum”                     | Guy Sebastian                                     |
| 2014 | „Step Out”                        | José González                                     |
| 2014 | „I Can’t Stop Drinking About You” | Bebe Rexha                                        |
| 2014 | „Sway”                            | Anna of the North                                 |
| 2014 | „Open Season (Une Autre Saison)”  | Josef Salvat                                      |
| 2014 | „Sleeping with a Friend”          | Neon Trees                                        |
| 2014 | „Push”                            | A-Trak (gościnnie Andrew Wyatt)                   |
| 2015 | „Real Love”                       | Clean Bandit i Jess Glynne                        |
| 2015 | „Back To Earth”                   | Steve Aoki (gościnnie Fall Out Boy)               |
| 2015 | „Overload”                        | Life Of Dillon                                    |

## Teledyski
| Rok  | Tytuł                 | Reżyser                          |
| ---- | --------------------- | -------------------------------- |
| 2014 | „Selfie”              | Taylor Stephens i Ike Love Jones |
| 2014 | „Kanye”               | Niklaus Lange                    |
| 2015 | „Let You Go”          | Joe Zohar                        |
| 2015 | „Good Intentions”     | Joe Zohar                        |
| 2015 | „Roses”               | Impossible Brief                 |
| 2015 | „Waterbed”            | Joe Zohar                        |
| 2015 | „Until You Were Gone” | Joe Zohar                        |
| 2016 | „Don’t Let Me Down”   | Marcus Kuhne                     |
| 2016 | „Closer”              | Dano Cerny                       |
| 2016 | „All We Know”         | Rory Kramer                      |
| 2017 | „Paris”               | Mister Whitmore                  |
| 2018 | „Sick Boy”            | Brewer                           |
| 2018 | „You Owe Me”          | Rory Kramer                      |
| 2018 | „Everybody Hates Me”  | Rory Kramer                      |
| 2018 | „Somebody”            | Jim Batt and Kim Boekbinder      |
| 2018 | „Side Effects”        | Matthew Dillon Cohen             |
| 2018 | „Save Yourself”       | Jeremiah Davis                   |
| 2018 | „This Feeling”        | Similar But Different            |
| 2018 | „Beach House”         | Jeremiah Davis                   |
| 2019 | „Who Do You Love”     | Frank Borin                      |
| 2019 | „Kills You Slowly”    | Jordan Wozy & Lucas Taggart      |
| 2019 | „Call You Mine”       | Dano Cerny                       |
| 2019 | „Takeaway”            | Jeremiah Davis                   |

### Teledyski tekstowe
| Rok  | Tytuł                      | Reżyser           |
| ---- | -------------------------- | ----------------- |
| 2015 | „Roses”                    | Sam Kolder        |
| 2015 | „New York City”            | –                 |
| 2016 | „Don't Let Me Down”        | Rory Kramer       |
| 2016 | „Closer”                   | Rory Kramer       |
| 2016 | „Setting Fires”            | James Zwadlo      |
| 2017 | „Paris”                    | Rory Kramer       |
| 2017 | „Something Just Like This” | James Zwadlo      |
| 2017 | „Young”                    | Rory Kramer       |
| 2018 | „Side Effects”             | Blake Thomas      |
| 2018 | „Save Yourself”            | Comix & dreambear |
| 2018 | „This Feeling”             | Steven Mertens    |
| 2018 | „Siren”                    | Rafatoon          |
| 2018 | „Hope”                     | Jeremiah Davis    |
| 2019 | „Who Do You Love”          | Musketon          |
| 2019 | „Kills You Slowly”         | –                 |
| 2019 | „Do You Mean”              | Spencer Miller    |
| 2019 | „Call You Mine”            | Dano Cerny        |